# جو هاغرتي
جو هاغرتي (بالإنجليزية: Joe Haggerty)‏ هو طبال أمريكي، ولد في 23 يوليو 1967.